# مدارس مقاطعة فرفاكس الحكومية

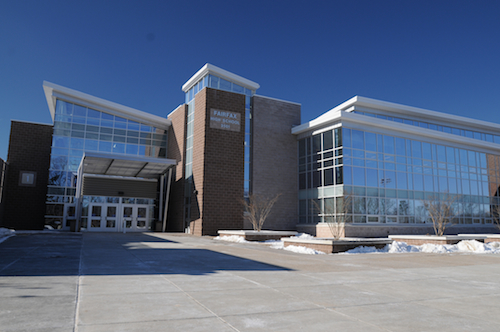
مدرسة فيرفاكس الثانوية التابعة لمدارس مقاطعة فيرفاكس الحكومية.

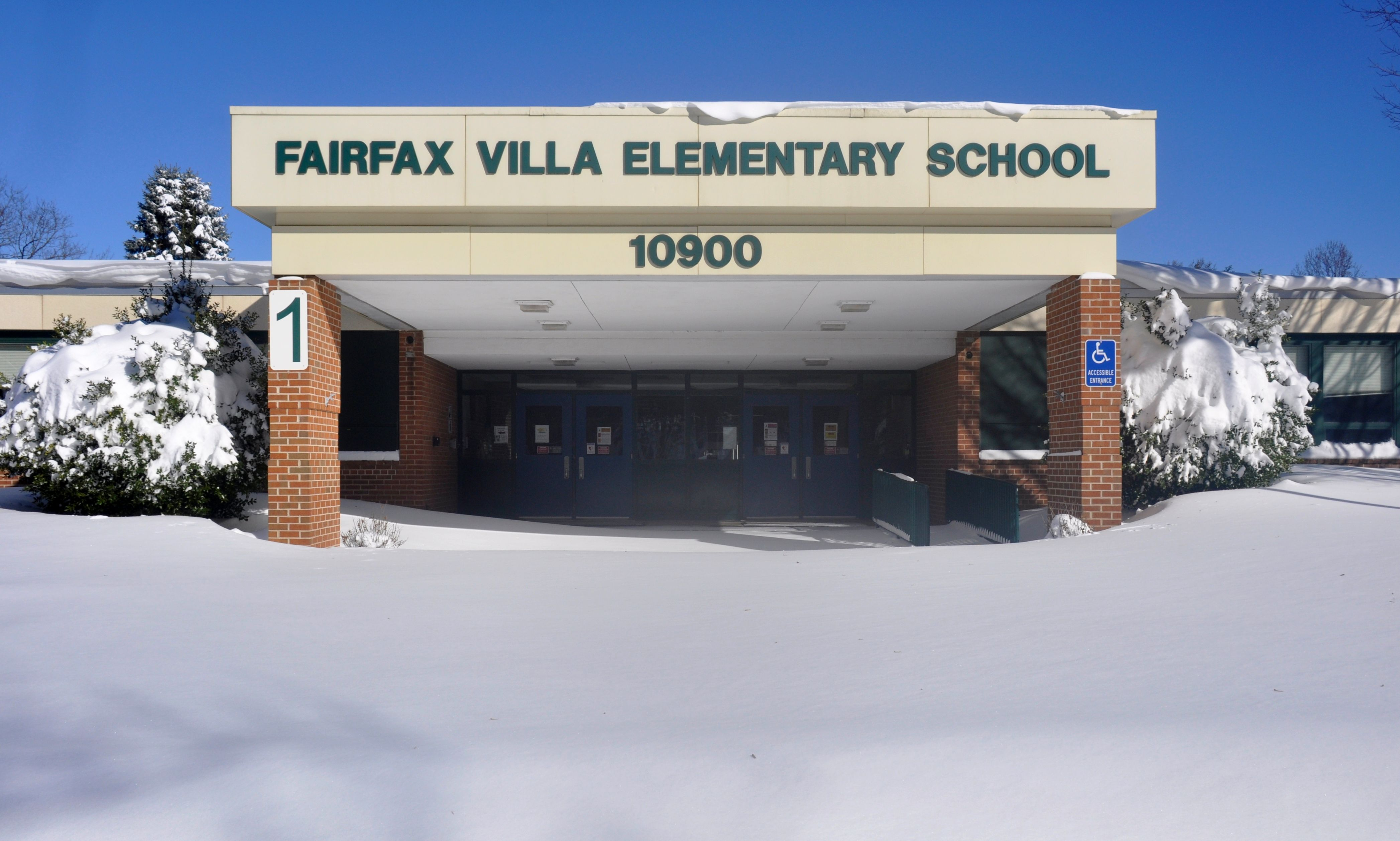
Fairfax Villa Elementary School

مدارس مقاطعة فرفاكس الحكومية (بالإنجليزية: Fairfax County Public Schools)‏ هي منطقة تعليمية حكومية لإدارة المدارس في مقاطعة فرفاكس وفي مدينة فيرفاكس. يَقع مقر مدارس مقاطعة فيرفاكس في شارع غيتهاوس بمنطقة مستقلّة إدارياً قرب مدينة فولز كرتش، والمقر معنونٌ بعنوان في فولز كرتش على الرُّغم من أنه يقع فعلياً خارجَ حدود المدينة.
تُعدّ مدارس مقاطعة فيرفاكس الحكومية أكبر نظام مدارس في منطقة شمال فرجينيا، إذ يَتبعاه حوالي 175,000 طالب في أنحاء المقاطعة، وذلك يَجعلها المقاطعة المدرسية رقم 11 على مستوى الولايات المتخدة الأمريكية في عدد الطلاب المنتسبين.

## وصلات خارجية
- مدارس مقاطعة فرفاكس الحكومية (بالعربية)
- مدارس مقاطعة فرفاكس الحكومية (بالإنجليزية)
- مدارس مقاطعة فرفاكس الحكومية (بالعربية) (Archive)